# Nevadasilus blantoni
Nevadasilus blantoni là một loài ruồi trong họ Asilidae. Nevadasilus blantoni được Bromley miêu tả năm 1951.